# Coptops annobonae
Coptops annobonae es una especie de escarabajo longicornio del género Coptops, tribu Mesosini, subfamilia Lamiinae. Fue descrita científicamente por Aurivillius en 1910.

## Descripción
Mide 12-21 milímetros de longitud.

## Distribución
Se distribuye por Guinea Ecuatorial.